# 阿尔弗兰·埃科·普拉塞特亚
阿尔弗兰·埃科·普拉塞特亚（1994年8月4日—），印尼男子羽毛球運動員。

## 簡歷

### 2011年-2012年 青年期：混双夺冠 未能卫冕
2011年10月，阿尔弗兰·埃科·普拉塞特亚代表印尼参加臺灣桃園舉行的世界青年羽毛球錦標賽，與格罗里亚·埃马努埃莱·维德佳佳的混双决赛以2比1（12-21、21-17、25-23）险胜了队友的罗纳德·亚历山大/蒂亚拉·罗萨莉娅·努莱达赫，赢得亚青赛混双冠军。
2012年8月，阿尔弗兰·埃科·普拉塞特亚与格罗里亚·埃马努埃莱·维德佳佳出战新加坡羽毛球國際系列賽，在混双準决赛以0比2（14-21、20-22）不敌跨国组合的（新加坡：查特·奇雅加特/马来西亚：黄惠恩。同年10月，他代表印尼参加日本千葉縣举办的世界青年羽毛球錦標賽，改與谢拉·德维·奥莉亚的在混双决赛以0比2（17-21、13-21）不敌队友的伊迪·苏巴蒂亚/M·D·奥克塔维亚尼，未能衛冕。同年12月，他与格罗里亚·埃马努埃莱·维德佳佳出战印度羽毛球國際挑戰賽，在混双决赛以0比2（16-21、19-21）不敌赛会头号种子、队友的伊尔凡·法蒂拉赫/维尼·安格莱尼，赢得亚军。

### 2013年-2014年 国际赛：馬來西亞羽球赛双冠及大獎賽夺冠
2013年4月，阿尔弗兰·埃科·普拉塞特亚与Wulan Sari Sri出战大阪羽毛球國際挑戰賽，在混双準决赛以1比2（21-15、20-22、15-21）不敌赛会4号种子、中華台北的林家佑/王沛蓉。同年6月，他与阿里亚·毛拉纳·阿蒂亚塔玛出战馬爾代夫羽毛球國際挑戰賽，在男双决赛以0比2（15-21、17-21）不敌赛会5号种子、中華台北的田子傑/王齊麟，赢得亚军。同年11月，他分别与西华努斯·盖尔/申迪·普斯帕·伊拉瓦蒂出战馬來西亞羽毛球國際挑戰賽，在男双决赛以2比0（21-15、21-13）击败了东道主的徐家铭/张御宇，夺得其首个国际赛男双冠军；而混双决赛以2比0（21-15、21-16）击败了赛会2号种子、中華台北的王齊麟/吳玓蓉，夺得其首个国际赛混双冠军。
2014年3月，阿尔弗兰·埃科·普拉塞特亚与新搭档的安妮萨·绍菲卡出战越南羽毛球國際挑戰賽，在混双决赛以2比0（21-14、21-17）击败了赛会3号种子、中国香港的唐金石/潘樂恩，赢得冠军。同期4月，他与安妮萨·绍菲卡出战紐西蘭羽毛球大獎賽，在混双决赛以2比1（21-18、17-21、21-12）击败了队友的伊迪·苏巴蒂亚/梅拉蒂·达伊瓦·奥克塔维亚尼，赢得冠军。同年8月，他与格罗里亚·埃马努埃莱·维德佳佳出战印尼羽毛球國際挑戰賽，在混双準決賽以0比3（9-11、2-11、7-11）不敌赛会头号种子、队友的穆罕默德·雷扎/维塔·玛丽莎。同年9月，他与罗纳德·亚历山大出战越南羽毛球大獎賽，在男双準决赛以0比2（16-21、16-21）不敌赛会8号种子、日本的數野健太/山田和司。

### 2015年-2016年 国际赛：大獎賽再度夺冠
2015年3月，阿尔弗兰·埃科·普拉塞特亚与谢拉·德维·奥莉亚出战越南羽毛球國際挑戰賽，在混双準决赛以0比2（12-21、18-21）不敌赛会4号种子、队友的弗兰·库尔尼亚万·邓/科马拉·戴维。同年9月，他与安妮萨·绍菲卡出战印尼羽毛球國際挑戰賽，在混双準决赛以0比2（19-21、17-21）不敌赛会2号种子、队友的弗兰·库尔尼亚万·邓/科马拉·戴维。
2016年7月，阿尔弗兰·埃科·普拉塞特亚与安妮萨·绍菲卡出战越南羽毛球大獎賽，在混双决赛以0比2（16-21、11-21）不敌赛会3号种子、马来西亚强档的陈健铭/賴沛君。
2017年9月，阿尔弗兰·埃科·普拉塞特与梅拉蒂·达伊瓦·奥克塔维亚尼出战越南羽毛球大獎賽，在混双决赛以2比0（21-14、21-14）击败了队友的里基·维迪安托/玛西塔·穆罕默丁，赢得冠军。

### 2018年
2018年3月，阿尔弗兰·埃科·普拉塞特与马尔什埃拉·吉斯卡·伊斯拉米出战奧爾良羽毛球大師賽，在混双準决赛以0比2（11-21、16-21）不敌德国强档的彼得·卡斯巴尔/奥尔佳·科农。同年4月，他与马尔什埃拉·吉斯卡·伊斯拉米出战芬蘭羽毛球公開賽，在混双决赛以2比0（21-18、21-16）击败了队友的阿克巴·宾唐·察尤诺/温妮·奥克塔温纳·坎道，赢得冠军。同年7月，他与安延利卡·維拉達瑪出战秋田羽毛球大師賽，在混双决赛以1比2（9-21、23-21、17-21）不敌东道主的權藤公平/栗原文音，赢得亚军。同年8月，他与马尔什埃拉·吉斯卡·伊斯拉米出战越南羽毛球公開賽，在混双决赛以1比2（21-13、18-21、19-21）不敌泰国强档的尼迪蓬·潘普佩克/沙威丽·阿米达拜，赢得亚军。同年10月，他与马尔什埃拉·吉斯卡·伊斯拉米出战中華台北羽毛球公開賽，在混双决赛以2比0（21-15、21-11）轻取东道主的楊博軒/吳玓蓉，赢得成年组赛事冠军，亦是他首个超級300賽混双冠军。

## 主要比賽成績
只列出曾進入準決賽的國際賽事成績：
| 年份   | 賽事                     | 公開賽級別 | 項目     | 拍檔                         | 成績   |
| ------ | ------------------------ | ---------- | -------- | ---------------------------- | ------ |
| 2011年 | 世界青年羽毛球錦標賽     | 其他       | 混合雙打 | 格罗里亚·埃马努埃莱·维德佳佳 | 冠軍   |
| 2012年 | 新加坡羽毛球國際系列賽   | 國際系列賽 | 混合雙打 | 格罗里亚·埃马努埃莱·维德佳佳 | 準決賽 |
| 2012年 | 世界青年羽毛球錦標賽     | 其他       | 混合雙打 | 谢拉·德维·奥莉亚             | 亞軍   |
| 2012年 | 印度羽毛球國際挑戰賽     | 國際挑戰賽 | 混合雙打 | 格罗里亚·埃马努埃莱·维德佳佳 | 亞軍   |
| 2013年 | 大阪羽毛球國際挑戰賽     | 國際挑戰賽 | 混合雙打 | Wulan Sari Sri               | 準決賽 |
| 2013年 | 馬爾代夫羽毛球國際挑戰賽 | 國際挑戰賽 | 男子雙打 | 阿里亚·毛拉纳·阿蒂亚塔玛     | 亞軍   |
| 2013年 | 馬來西亞羽毛球國際挑戰賽 | 國際挑戰賽 | 男子雙打 | 西华努斯·盖尔                | 冠軍   |
| 2013年 | 馬來西亞羽毛球國際挑戰賽 | 國際挑戰賽 | 混合雙打 | 申迪·普斯帕·伊拉瓦蒂         | 冠軍   |
| 2014年 | 越南羽毛球國際挑戰賽     | 國際挑戰賽 | 混合雙打 | 安妮萨·绍菲卡                | 冠軍   |
| 2014年 | 紐西蘭羽毛球大獎賽       | 大獎賽     | 混合雙打 | 安妮萨·绍菲卡                | 冠軍   |
| 2014年 | 中華台北羽球黃金大獎賽   | 黃金大獎賽 | 混合雙打 | 安妮萨·绍菲卡                | 亞軍   |
| 2014年 | 印尼羽毛球國際挑戰賽     | 國際挑戰賽 | 混合雙打 | 格罗里亚·埃马努埃莱·维德佳佳 | 準決賽 |
| 2014年 | 越南羽毛球大獎賽         | 大獎賽     | 男子雙打 | 罗纳德·亚历山大              | 準決賽 |
| 2014年 | 碧特博格羽毛球黃金大獎賽 | 黃金大獎賽 | 混合雙打 | 安妮萨·绍菲卡                | 亞軍   |
| 2015年 | 越南羽毛球國際挑戰賽     | 國際挑戰賽 | 混合雙打 | 谢拉·德维·奥莉亚             | 準決賽 |
| 2015年 | 大阪羽毛球國際挑戰賽     | 國際挑戰賽 | 混合雙打 | 谢拉·德维·奥莉亚             | 準決賽 |
| 2015年 | 印尼羽毛球國際挑戰賽     | 國際挑戰賽 | 混合雙打 | 安妮萨·绍菲卡                | 準決賽 |
| 2016年 | 越南羽毛球大獎賽         | 大獎賽     | 混合雙打 | 安妮萨·绍菲卡                | 亞軍   |
| 2017年 | 泰國羽毛球大師賽         | 黃金大獎賽 | 混合雙打 | 安妮萨·绍菲卡                | 準決賽 |
| 2017年 | 越南羽毛球大獎賽         | 大獎賽     | 混合雙打 | 梅拉蒂·达伊瓦·奥克塔维亚尼   | 冠軍   |
| 2018年 | 奧爾良羽毛球大師賽       | 超級100賽  | 混合雙打 | 马尔什埃拉·吉斯卡·伊斯拉米   | 準決賽 |
| 2018年 | 芬蘭羽毛球公開賽         | 國際挑戰賽 | 混合雙打 | 马尔什埃拉·吉斯卡·伊斯拉米   | 冠軍   |
| 2018年 | 秋田羽毛球大師賽         | 超級100賽  | 混合雙打 | 安延利卡·維拉達瑪            | 亞軍   |
| 2018年 | 越南羽毛球公開賽         | 超級100賽  | 混合雙打 | 马尔什埃拉·吉斯卡·伊斯拉米   | 亞軍   |
| 2018年 | 中華台北羽毛球公開賽     | 超級300賽  | 混合雙打 | 马尔什埃拉·吉斯卡·伊斯拉米   | 冠軍   |
| 2018年 | 西德·莫迪羽毛球國際賽    | 超級300賽  | 混合雙打 | 马尔什埃拉·吉斯卡·伊斯拉米   | 準決賽 |
| 2019年 | 亞洲羽毛球混合團體錦標賽 | 其他       | 混合團體 | －                           | 季軍   |
| 2019年 | 印尼瑪琅市長羽毛球大師賽 | 超級100賽  | 混合雙打 | 安延利卡·維拉達瑪            | 準決賽 |
| 2022年 | 印尼羽毛球國際系列賽     | 國際系列賽 | 男子雙打 | 阿迪·尤苏夫·桑托索           | 冠軍   |
| 2022年 | 瑪琅羽毛球國際挑戰賽     | 國際挑戰賽 | 男子雙打 | 阿迪·尤苏夫·桑托索           | 準決賽 |
| 2023年 | 泰國羽毛球國際挑戰賽     | 國際挑戰賽 | 男子雙打 | 阿迪·尤苏夫·桑托索           | 準決賽 |
| 2023年 | 越南羽毛球國際挑戰賽     | 國際挑戰賽 | 男子雙打 | 阿迪·尤苏夫·桑托索           | 亞軍   |

| 2007-2017年 | 首要超級賽 | 超級賽 | 黃金大獎賽 | 大獎賽 | 國際挑戰賽 | 國際系列賽 | 未來系列賽 | 其他 |

| 2018-2026年 | 總決賽 | 超級1000賽 | 超級750賽 | 超級500賽 | 超級300賽 | 超級100賽 | 國際挑戰賽 | 國際系列賽 | 未來系列賽 | 其他 |